# Neocollyris panfilovi
Neocollyris panfilovi es una especie de escarabajo del género Neocollyris. Fue descrita científicamente por Naviaux & Matalin en 2002.
Se distribuye por Laos, en la provincia de Xiangkhoang. Mide aproximadamente 16,5 milímetros de longitud.